# Ventosa del Río Almar (kommunhuvudort)
Ventosa del Río Almar är en kommunhuvudort i Spanien.   Den ligger i provinsen Provincia de Salamanca och regionen Kastilien och Leon, i den centrala delen av landet, 150 km väster om huvudstaden Madrid. Ventosa del Río Almar ligger 856 meter över havet och antalet invånare är 128.
Terrängen runt Ventosa del Río Almar är platt. Runt Ventosa del Río Almar är det glesbefolkat, med 13 invånare per kvadratkilometer. Närmaste större samhälle är Peñaranda de Bracamonte, 12,8 km öster om Ventosa del Río Almar. Trakten runt Ventosa del Río Almar består till största delen av jordbruksmark.